# Centre d'Esports Súria
El Centre d'Esports Súria és el club de futbol del poble de la comarca del Bages, demarcació de Barcelona, a Catalunya. Es tracta del segon club més antic de la comarca per darrere del CE Manresa i de l'entitat esportiva més antiga (amb molta diferència) de la població.

## Història
El club va ser fundat el 1911. Els seus colors són el blanc i el negre. La samarreta del club és blanc-i-negra (com la de la Juventus de Torí). El Centre d'Esports Súria juga els seus partits al camp municipal Riera del Tordell. Actualment milita al grup IV de la 2a Catalana, competició de la Federació Catalana de Futbol.
L'elecció dels colors blanc-i-negres sorgeixen d'una curiosa història relacionada amb la fundació del club. A principis del segle XX la joventut del poble es dedicava sobretot a ballar per esbargir-se. Hi havia dos grups que competien en això dels balls, els uns eren els "blancs" i els altres eren els "negres". Però a mesura que el futbol es va anar fent popular, els joves van deixar el ball per la pilota. Tant és així que van decidir dedicar el seu temps a jugar i van oblidar-se del ball. Però per poder formar un equip que competís amb els altres pobles van decidir unir les dues colles. A l'hora de triar amb quins colors jugarien van optar per la salomònica decisió de fer-ho amb els colors de tots dos: el blanc i el negre.
El club va ser campió de Catalunya de 3a categoria les temporada 1925-26 i 1927-28. A la dècada dels anys 40 va formar-se al club surienc qui seria un dels millors jugadors de la història del Barça: Estanislau Basora. Va arribar al club blanc-i-negre molt jove i va ser traspassat al Manresa, d'on després passaria al Barça. El club va viure les seves etapes més brillants els anys 1984-88 i 1990-93, on jugà a la categoria de primera regional. L'any 2010 estrenà la gespa artificial al camp municipal de futbol de la Riera de Tordell. En 2011 va celebrar el seu centenari.